# باشگاه فوتبال پیرامیدز
باشگاه فوتبال پیرامیدز که با نام (عربی: نادي الأهرام سبورت) نیز شناخته می‌شود، یک باشگاه فوتبال در مصر است که در لیگ برتر فوتبال مصر بازی می‌کند.
این باشگاه در سال ۲۰۰۸ تأسیس شد.